# Entodesma brevifrons
Entodesma brevifrons is een tweekleppigensoort uit de familie van de Lyonsiidae. De wetenschappelijke naam van de soort is voor het eerst geldig gepubliceerd in 1834 door G.B. Sowerby I.